# ストリート

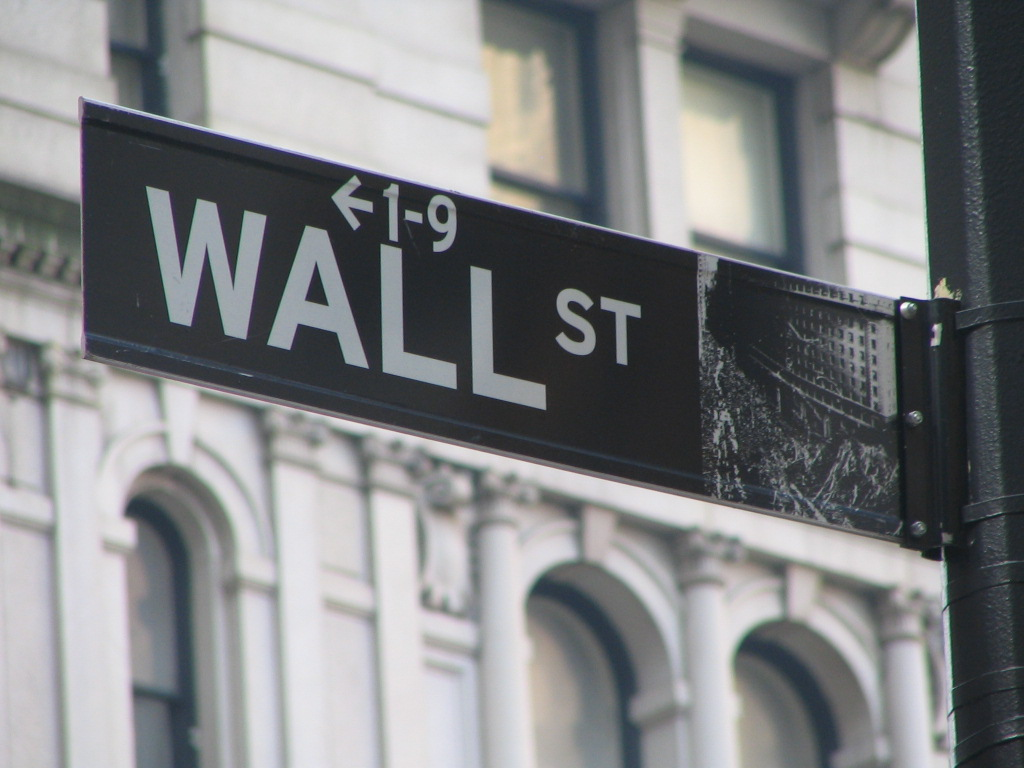
ウォール・ストリートの道路標識

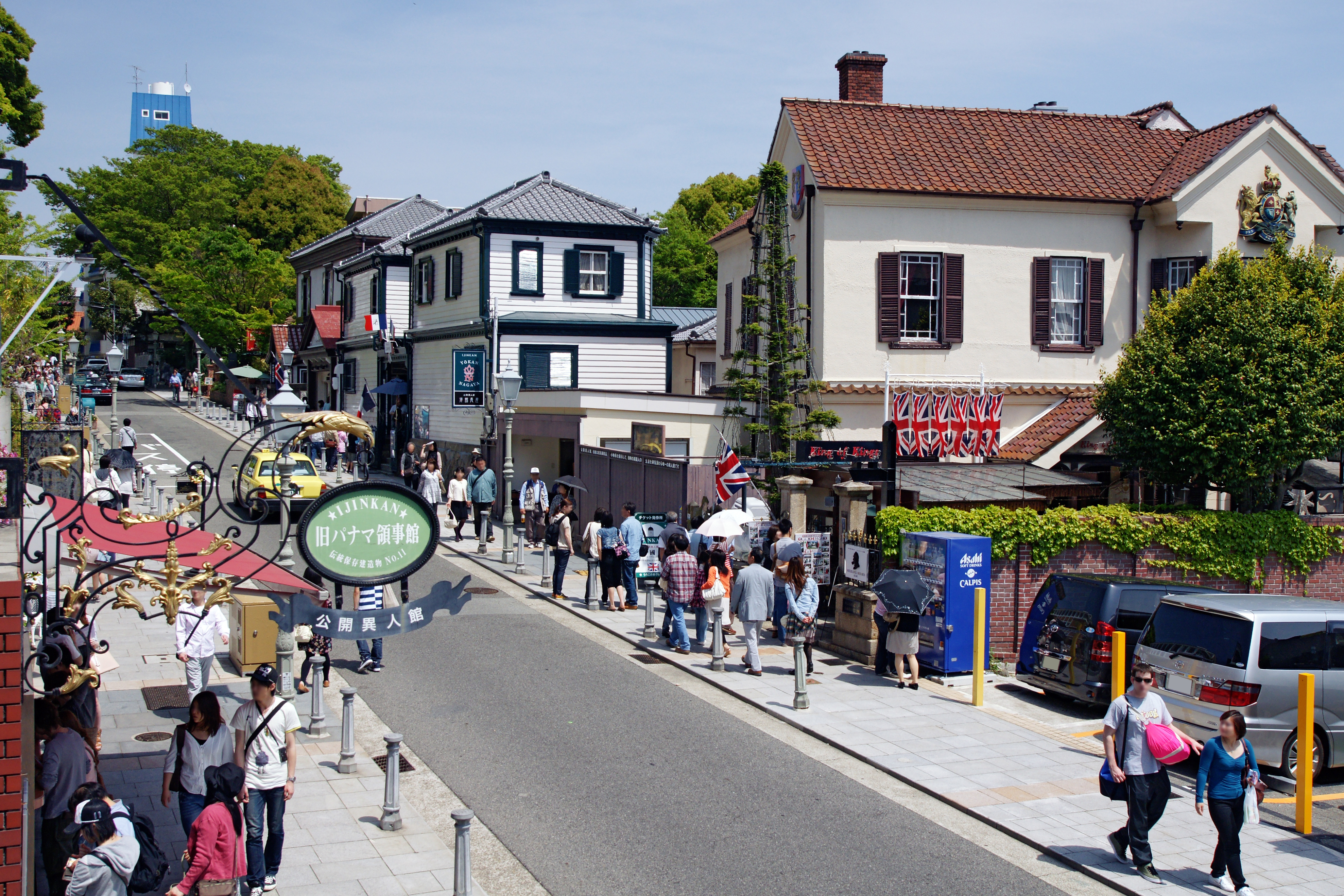
神戸市の北野通り

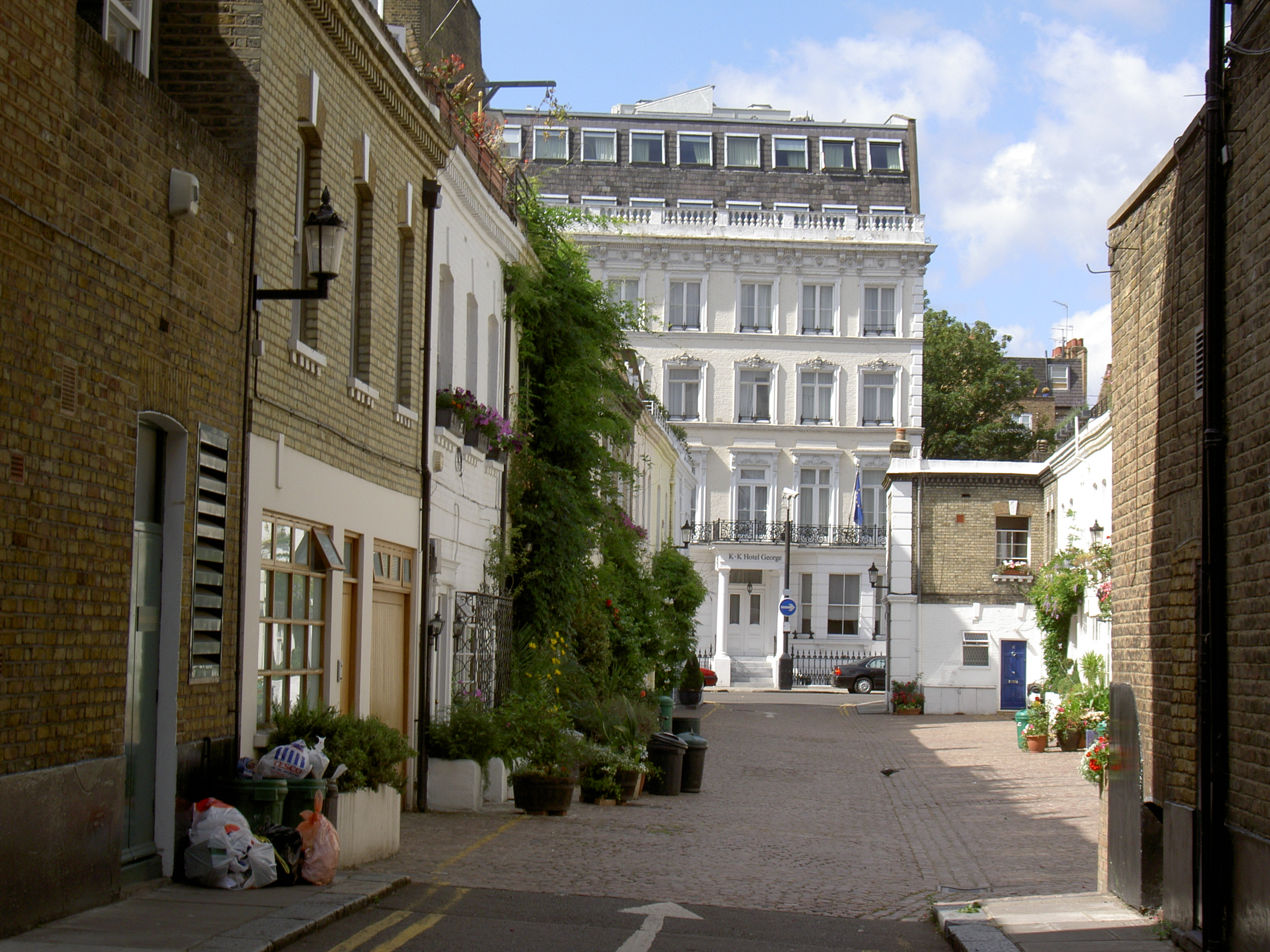
ロンドン、ケンジントン&チェルシーの典型的なストリート

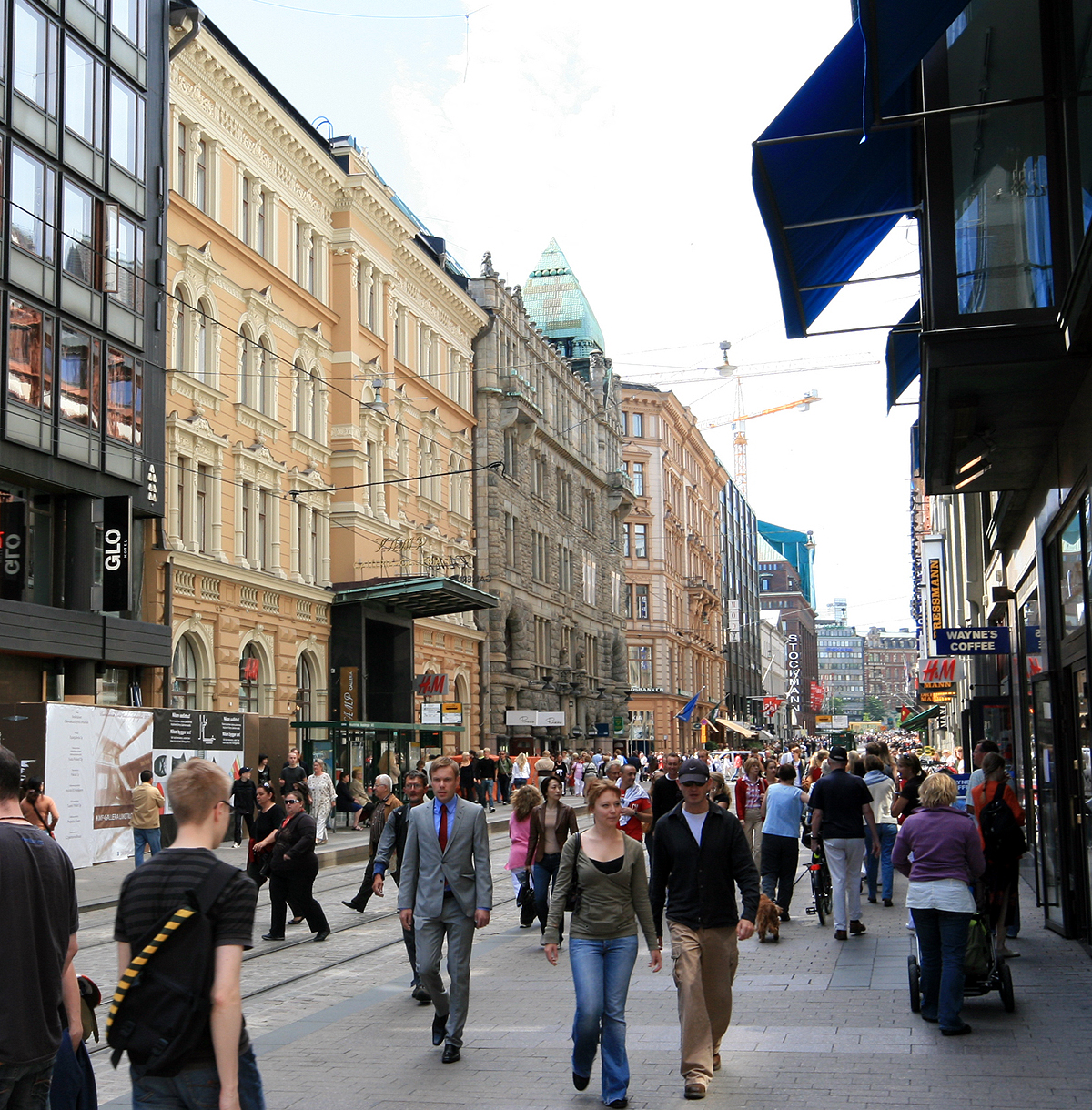
フィンランドのヘルシンキにある有名な通り、アレクサンテリンカトゥ。

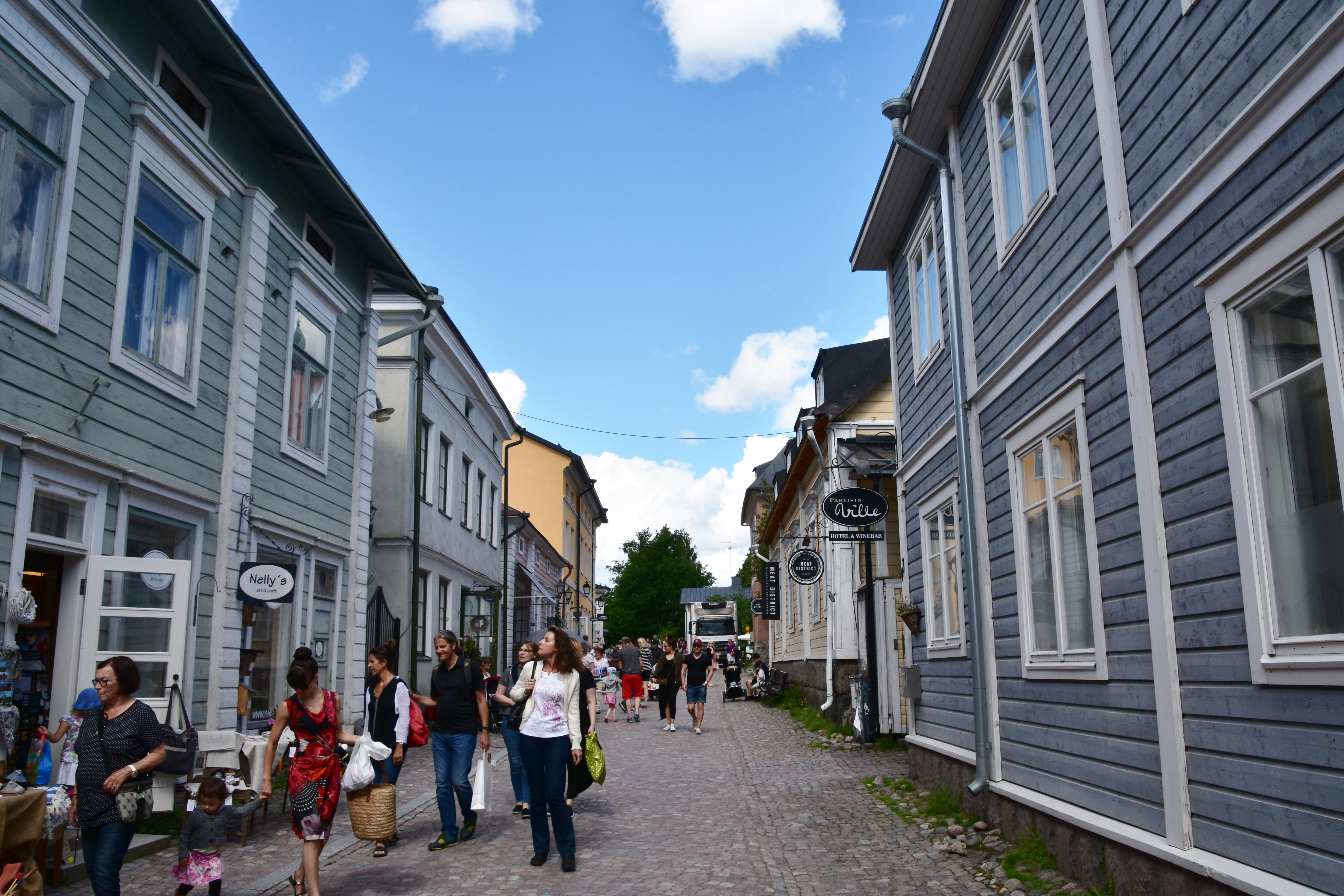
中世の町、ポルヴォー、フィンランドのストリート。

ストリート（英: street）は、主に英語圏で用いられている市街地の中を走る道路区分の一種。欧米を中心に住所表記の手法としても用いられる。

## 成り立ち
ラテン語で「舗装」を意味するストラータ（strata）が語源で、元は舗装道路（strata via）を意味した。日本語で外来語として借用された「ストリート」には広い意味があり、街角、公道、公共の場所などという意味もある。
道路はある地点と別の地点を結ぶものとして作られた起源があり、2つの地点を結ぶ道の呼び名として「ロード (Road)」が使われ、これは現代の道路区分でも同じ意味で用いられている。「ロード」周辺が発展し、道の両脇に建物が立ち始めると、その道の呼称は「ストリート」となった。
「ストリートバスケット」やBMXなどの「ストリート」など元は公道や街角という意味であったが、単に細分化された区分を示す言葉となったものもある（例で示した競技は本稿でのストリートではなく主に専用の整備された競技区画で行われる。）。

## 特徴
欧米の英語圏における「ストリート」は、ほぼ下記の要件に沿って名付けられている。
- 通りの両脇に建物が並んでいる
- 舗装されている。語源からは必須条件に思えるが、実際は未舗装のストリートもある。
- 公道で、誰もが自由に通行できる。自動車専用道路でもない。
- 人がようやく通れるような細い路地ではない。

なお、街道の意味もあり、有名な例としてウォトリング街道（Watling Street）がある。

## 区分
英語圏、特に都市計画に基づいて街が形作られてきた米国では、下記のような区分で通りが名付けられる傾向にある。
基本概念は「ロード (Road)」と「ストリート」であり、通りの広さや形状・立地に応じて名前が派生していった経緯がある。
- ロード (Road)：ある地点と別の地点を結ぶ道路
- ウェイ (Way)：「ロード」から分岐する脇道
- ストリート (Street)：「ロード」の両側に建物が並んだもの
- アヴェニュー (Avenue)：「ストリート」と交差する通り。「ストリート」と同じく、通りの両側に建物が並んでおり、また都市計画の成り立ちとして「ストリート」同士をつなぐ道路として位置付けられているため「ストリート」に比べると大きな通りが多く、歩道部分に植栽がある
- ブールバード (Boulevard)：幅の広い道路で、道路の中央に植栽などの中央分離帯が設けられている。住宅街や商業エリアから通過交通を誘導する用途の道路である。日本でよく用いられる「バイパス」の概念に近い
- レーン (Lane)：通過交通用の道路だが狭い通り。中央分離帯がなく、それゆえブールバードの反意的扱いの通りに用いられる。
- ドライブ (Drive)：海沿いや山沿いなど、土地の形状に沿って、曲がったりしている「ロード」
- プレイス (Place)：行き止まりになっている「ストリート」で通過ができない通り。だが後の開発で他の道路とつながり通過が可能になっている場合も多い。
- アリー (Alley)：建物に囲まれたエリアや敷地内を通る狭い道。車が通れない場合も多い。

なお「ストリート」と「アヴェニュー」はその概念上、直交していることが多いことから、最近ではそれらの使い分けを方角に応じて行っている都市もある。
例えばニューヨークのマンハッタンでは、南北の通りを「アヴェニュー」、東西の通りを「ストリート」としていたり、デンバーでは逆に南北を「ストリート」、東西を「アヴェニュー」としている。
アリゾナ州タクソンでは、グリッド上の都市で、東西・南北方向のいずれの道路とも交差する斜めに走る通りを「ストラヴェニュー (Stravenue)」と名付けている。これは「ストリート」と「アヴェニュー」を合わせた語である。
道路（road）の主な機能が目的地への輸送であるのに対し、ストリートの機能は公共の相互作用であるとされる。

## 固有名詞としてのストリート
固有名詞の一部としてのストリートは、通常「St.」と略して書き、第2強勢が置かれる。
ザ・ストリート（the Street）と言った場合は、その街で主要な大通りを意味することがある。

## フランスにおけるストリート
「通り」はおおむね リュ（Rue）で表現されるが、その他にシャンゼリゼ通りのような並木道もしくは、有名な建築物へアプローチするような通りを指したアヴニュー（Avenue）という語、幅の広い大通りを指すブールバール（Boulevard、城壁跡地に形成された道路を指した）、車の通らない細い路地パサージュ（Passage）といった単語が用いられる。詳細は各項を参照。